# カルテル・デ・サンタ

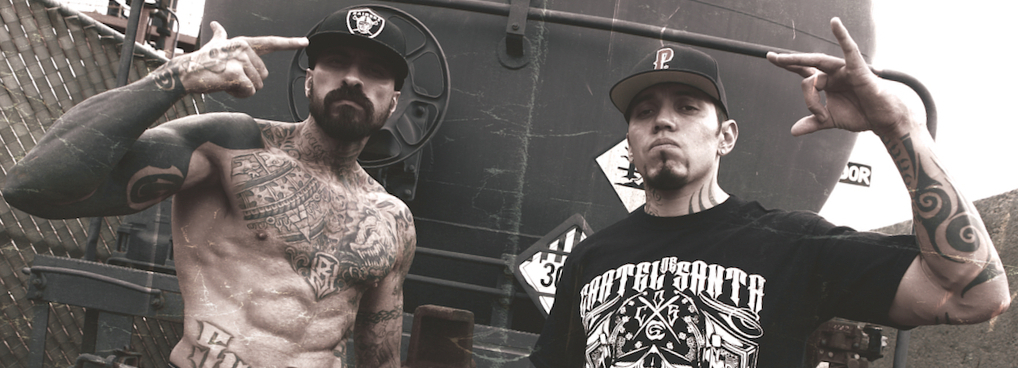

カルテル・デ・サンタ (Cartel de Santa) は、メキシコのヒップホップグループ。

## メンバー
- Babo (Babo)[3]
- Rowan Rabia
- Millonario
- Santa Estilo[4]

## ディスコグラフィー

### オリジナル
- カルテル・デ・サンタ - Cartel de Santa (2002年)
- Vol. II (2004年）
- 禁止されている量 - Volumen ProIIIbido (2006年)
- Vol. IV (2008年)
- 同期処理 - Síncopa (2010年)[5]
- ストライク警告 - Golpe Avisa (2014年)
- オールドマリワノ - Viejo Marihuano (2016年)[6]

### コンピレーション
- サンタのポスター、カーサバビロニアのプレゼント：ミックステープ - Cartel de Santa, Casa Babilonia presentan: Los Mixtapes （2006年）
- カルテルデサンタ、グレイテストヒッツ - Cartel de Santa, Greatest Hits （2007年）